# Turlock (Kalifornija)
Turlock je grad u američkoj saveznoj državi Kalifornija. Prema popisu stanovništva iz 2010. u njemu je živjelo 68.549 stanovnika.